# Ronde van Frankrijk 2014/Vijfde etappe
De vijfde etappe van de Ronde van Frankrijk 2014 werd verreden op woensdag 9 juli 2014 en ging van het Belgische Ieper naar Arenberg in Frankrijk.

## Parcours
Deze etappe voerde door het landschap dat het decor vormde van het westfront in de Eerste Wereldoorlog, die in 1914 (honderd jaar geleden) uitbrak. Het is een vlakke rit zonder bergen, of heuvels. De etappe had een tussensprint op 97 kilometer bij Templeuve. Het venijn van de etappe zat hem echter in de negen kasseistroken uit de voorjaarsklassieker Parijs-Roubaix, die in het parcours waren opgenomen. In verband met de hevige regen werden twee kasseistroken (Mons-en-Pévèle en Orchies - Beuvry-la-Forêt) geschrapt uit het parcours.
| Nr. | Kasseistrook                                 | Op km | Lengte (km) |
| --- | -------------------------------------------- | ----- | ----------- |
| 9   | Gruson naar Carrefour de l'Arbre             | 87,0  | 1,1         |
| 8   | Ennevelin naar Pont-Thibault                 | 103,5 | 1,4         |
| 7   | Mons-en-Pévèle                               | 110   | 1,0*        |
| 6   | Bersée                                       | 114,5 | 1,4         |
| 5   | Orchies naar Beuvry-la-Forêt                 | 125,5 | 1,4*        |
| 4   | Sars-et-Rosières naar Tilloy-les-Marchiennes | 131   | 2,4         |
| 3   | Brillon naar Warlaing                        | 135   | 1,4         |
| 2   | Wandignies-Hamage naar Hornaing              | 140   | 3,7         |
| 1   | Hélesmes naar Wallers                        | 149   | 1,6         |

*) in verband met de hevige regen geannuleerd

## Verloop
Een groep van 9 man reed vroeg in de etappe weg. De vluchters waren Lieuwe Westra, Tony Martin, Tony Gallopin, Marcus Burghardt, Rein Taaramäe, Simon Clarke, Mathew Hayman, Janier Acevedo en Samuel Dumoulin. Door de regen waren er al voor de kasseien vele valpartijen waarbij onder anderen onder anderen Marcel Kittel, Tejay van Garderen, Alejandro Valverde en André Greipel betrokken waren. Acevedo zakte terug naar het peloton door een val en Burghardt liet zich terugzakken. Chris Froome ging voor een tweede keer onderuit, nog voor de eerste kasseistrook. De winnaar van 2013 hield het voor gezien en stapte af.
Bij de eerste kasseienstrook (strook 9) had de kopgroep een voorsprong van 2 minuten. Het peloton viel op deze strook in groepen uiteen, met een eerste groep van circa 35 man. Onder de achterblijvers bevonden zich Valverde en Van Garderen, die nog bezig waren terug te komen na een val. Nog voor de tweede strook waren de groepen echter weer samengesmolten. Taaramäe zakte daar weg uit de kopgroep. Op strook 8 viel het peloton opnieuw uiteen. Vincenzo Nibali spoorde de eerste groep aan, want Alberto Contador en andere favorieten zoals Alejandro Valverde en Bauke Mollema lagen op achterstand.
Op strook 6 was er een val in het eerste groep, waarin Jurgen Van den Broeck en Andrew Talansky betrokken waren. Lars Boom en Sep Vanmarcke ontsnapten uit de groep, die nog minder dan 20 man telde, waaronder naast Nibali onder meer ook Peter Sagan en Fabian Cancellara. Westra, die zich had laten terugzakken, bracht de groep-Nibali terug bij Boom en Vanmarcke en vervolgens het restant van de kopgroep. De groep had inmiddels ruim 1 minuut voorsprong op de meeste andere favorieten. Tony Martin, Michał Kwiatkowski en Jakob Fuglsang bevonden zich ook in deze groep, die bij aankomst bij strook 4 zestien man telde.
Peter Sagan en Lars Boom deden de forcing op de kasseien, maar wisten niet echt een breuk te bewerkstelligen. Booms ploeggenoot Sep Vanmarcke viel weg door een lekke band. De groep-Contador zakte terug tot 2 minuten achterstand. Tussen deze twee reed nog een groep met Andrew Talansky, op ongeveer 1'30". Geraint Thomas en Richie Porte wisten de sprong naar de groep-Talansky te maken.
Op kasseienstrook 2 zetten de Astana-renners Westra, Fuglsang en Nibali aan, en enkel Boom kon volgen. Cancellara, Sagan en Keukeleire vormden een tweede groep. Westra moest iets later moegestreden uit de kopgroep lossen. Boom viel aan op de laatste kasseienstrook en kreeg een kleine voorsprong op Fuglsang en Nibali, die hij in de laatste kilometers naar de finish wist vast te houden. Ook verder achter in het veld boden de diverse groepen felle strijd.
Nibali behield de leiderstrui. Diverse klassementsrenners zoals Alberto Contador, Alejandro Valverde en Bauke Mollema verloren minuten op de geletruidrager.

### Tussensprint
| Tussensprint Templeuve na 97 km |                      |        |
| Plaats                          | Naam                 | Punten |
| Winnaar                         | Lieuwe Westra        | 20     |
| 2                               | Simon Clarke         | 17     |
| 3                               | Matthew Hayman       | 15     |
| 4                               | Tony Martin          | 13     |
| 5                               | Samuel Dumoulin      | 11     |
| 6                               | Rein Taaramäe        | 10     |
| 7                               | Tony Gallopin        | 9      |
| 8                               | Peter Sagan          | 8      |
| 9                               | Maciej Bodnar        | 7      |
| 10                              | Kristijan Koren      | 6      |
| 11                              | Sep Vanmarcke        | 5      |
| 12                              | Ramūnas Navardauskas | 4      |
| 13                              | Lars Bak             | 3      |
| 14                              | Andrij Hryvko        | 2      |
| 15                              | Sebastian Langeveld  | 1      |

## Uitslagen
| Rituitslag Ieper - Arenberg (Porte du Hainaut) (155,5 km) |                    |                         |          |
| Plaats                                                    | Naam               | Ploeg                   | Tijd     |
| Winnaar                                                   | Lars Boom          | Belkin Pro Cycling      | 3h18'35" |
| 2                                                         | Jakob Fuglsang     | Astana Pro Team         | +19"     |
| 3                                                         | Vincenzo Nibali    | Astana Pro Team         | z.t.     |
| 4                                                         | Peter Sagan        | Cannondale              | +1'01"   |
| 5                                                         | Fabian Cancellara  | Trek Factory Racing     | z.t.     |
| 6                                                         | Jens Keukeleire    | Orica-GreenEdge         | z.t.     |
| 7                                                         | Michał Kwiatkowski | Omega Pharma-Quick-Step | +1'07"   |
| 8                                                         | Lieuwe Westra      | Astana Pro Team         | +1'09"   |
| 9                                                         | Matteo Trentin     | Omega Pharma-Quick-Step | +1'21"   |
| 10                                                        | Cyril Lemoine      | Cofidis                 | +1'45"   |

| Strijdlustigste renner |               |                 |
|                        | Naam          | Ploeg           |
|                        | Lieuwe Westra | Astana Pro Team |

## Klassementen
| Algemeen Klassement |                       |                         |           |
| Plaats              | Naam                  | Ploeg                   | Tijd      |
| Gele trui           | Vincenzo Nibali       | Astana Pro Team         | 20h26'46" |
| 2                   | Jakob Fuglsang        | Astana Pro Team         | +2"       |
| 3                   | Peter Sagan           | Cannondale              | +44"      |
| 4                   | Michał Kwiatkowski    | Omega Pharma-Quick-Step | +50"      |
| 5                   | Fabian Cancellara     | Trek Factory Racing     | +1'17"    |
| 6                   | Jurgen Van den Broeck | Lotto-Belisol           | +1'45"    |
| 7                   | Tony Gallopin         | Lotto-Belisol           | z.t.      |
| 8                   | Richie Porte          | Team Sky                | +1'54"    |
| 9                   | Andrew Talansky       | Garmin-Sharp            | +2'05"    |
| 10                  | Alejandro Valverde    | Movistar Team           | +2'11"    |
|                     |                       |                         |           |
| 16                  | Tom Dumoulin          | Giant-Shimano           | +2'25"    |

| Ploegenklassement |                             |           |
| Plaats            | Ploeg                       | Tijd      |
|                   | Astana Pro Team             | 61h21'26" |
| 2                 | Belkin Pro Cycling Team     | +4'18"    |
| 3                 | BMC Racing Team             | +6'05"    |
| 4                 | Sky ProCycling              | +6'17"    |
| 5                 | Trek Factory Racing         | +7'22"    |
| 6                 | Cannondale Pro Cycling Team | +9'03"    |
| 7                 | Katjoesja                   | +9'26"    |
| 8                 | Orica-GreenEdge             | +9'32"    |
| 9                 | Team Garmin-Sharp           | +10'00"   |
| 10                | Team NetApp-Endura          | +10'36"   |

## Nevenklassementen
| Puntenklassement |                   |                     |        |
| Plaats           | Naam              | Ploeg               | Punten |
| Groene trui      | Peter Sagan       | Cannondale          | 185    |
| 2                | Marcel Kittel     | Giant Shimano       | 135    |
| 3                | Bryan Coquard     | Team Europcar       | 121    |
|                  |                   |                     |        |
| 8                | Greg Van Avermaet | BMC Racing Team     | 42     |
| 13               | Danny van Poppel  | Trek Factory Racing | 36     |

| Bergklassement |                   |                     |        |
| Plaats         | Naam              | Ploeg               | Punten |
| Bolletjestrui  | Cyril Lemoine     | Cofidis             | 6      |
| 2              | Blel Kadri        | AG2R La Mondiale    | 5      |
| 3              | Jens Voigt        | Trek Factory Racing | 4      |
|                |                   |                     |        |
| 7              | Tom-Jelte Slagter | Garmin Sharp        | 2      |

| Jongerenklassement |                    |                         |           |
| Plaats             | Naam               | Ploeg                   | Tijd      |
| Witte trui         | Peter Sagan        | Cannondale              | 20u27'30" |
| 2                  | Michał Kwiatkowski | Omega Pharma-Quick Step | +6"       |
| 3                  | Romain Bardet      | AG2R La Mondiale        | +1'27"    |
|                    |                    |                         |           |
| 5                  | Tom Dumoulin       | Giant-Shimano           | +1'41"    |